# Cologny
Cologny es una comuna suiza del cantón de Ginebra, situada en la ribera izquierda del Lago Léman. Limita al norte con las comunas de Bellevue y Collonge-Bellerive, al este con Choulex y Vandœuvres, al sur con Chêne-Bougeries y una parte de Ginebra, al este con Ginebra y Pregny-Chambésy.
Tienen su sede en Coligny el Foro Económico Mundial, así como la Fundación Martin Bodmer.
También encontramos el campo de golf de Cologny, curioso ya que a pesar de su nombre, se encuentra casi totalmente en la comuna vecina de Vandœuvres.